# آيفي ووكر (لاعبة ألعاب قوى)
آيفي كاي ووكر، المعروفة لاحقًا باسم ثورب (المولودة في 22 سبتمبر 1911) هي لاعبة ألعاب قوى إنجليزية في سباقات المضمار والميدان شاركت في الألعاب العالمية للسيدات عام 1930 وألعاب الإمبراطورية البريطانية عام 1934.
كانت آيفي إلى جانب إيلين هيسكوك وإثيل سكوت وآيفي ووكر وديزي ريدجلي عضوة في فريق التتابع البريطاني 4 × 100 متر الذي فاز بالميدالية الفضية في دورة الألعاب العالمية للسيدات عام 1930. فازت آيفي في ألعاب الإمبراطورية عام 1934 بالميدالية الذهبية في مسابقة 100 ياردة وكذلك في مسابقة 220 ياردة. وكانت أيضًا عضوة في فريق التتابع الإنجليزي الذي فاز بالميدالية الذهبية في مسابقة التتابع 110-220-110 ياردة والميدالية الفضية في مسابقة التتابع 220-110-220-110 ياردة (مع هيسكوك، ونيلي هالستيد، وإثيل جونسون). أٌقصيت آيفي في مسابقة 220 ياردة في التصفيات.

## روابط خارجية
- الملف الشخصي في توبس لألعاب القوى
- سجلات ألعاب القوى الوطنية البريطانية اعتبارًا من عام 1950